# Edrick Menjívar
Edrick Eduardo Menjívar Johnson (Roatán, Islas de la Bahía, Honduras, 1 de marzo de 1993) es un futbolista hondureño que juega como portero y actualmente milita en el Club Deportivo Olimpia de la Liga Nacional de Honduras.
Es internacional con la Selección de Honduras, desde el 20 de noviembre de 2018 contra Chile en Temuco con una derrota de 4-1 sobre Honduras.

## Biografía
Es originario de Roatán. Se inició en Arsenal de Roatán, pero buscando un mejor futuro, se vino a la capital y se le abrieron las puertas en los dos equipos capitalinos, pero se decidió por el Olimpia.

## Trayectoria
El 11 de noviembre de 2015 hizo su debut profesional con Olimpia. Ante la ausencia de Noel Valladares y Donis Escober por convocatorias a la Selección Nacional, el técnico Héctor Vargas lo hizo debutar en un clásico ante Motagua. Anteriormente había debutado ante Vancouver Whitecaps por la Concacaf Liga Campeones, aquel partido lo ganó Olimpia por 1-0.

## Estadísticas

### Clubes
Actualizado al último partido jugado el 12 de noviembre de 2023.
| Club                                                                                          | Temporada           | Div.                | Liga  | Liga | Copas nacionales | Copas nacionales | Copas internacionales | Copas internacionales | Total | Total |
| Club                                                                                          | Temporada           | Div.                | Part. | GR   | Part.            | GR               | Part.                 | GR                    | Part. | GR    |
| --------------------------------------------------------------------------------------------- | ------------------- | ------------------- | ----- | ---- | ---------------- | ---------------- | --------------------- | --------------------- | ----- | ----- |
| C. D. Olimpia Honduras                                                                        |                     |                     |       |      |                  |                  |                       |                       |       |       |
| 2015-16                                                                                       | 1.ª                 | 3                   | -5    | -    | -                | 1                | -0                    | 4                     | -5    |       |
| 2016-17                                                                                       | 1.ª                 | 9                   | -15   | -    | -                | -                | -                     | 9                     | -15   |       |
| 2017-18                                                                                       | 1.ª                 | 20                  | -18   | -    | -                | 1                | -1                    | 21                    | -19   |       |
| 2018-19                                                                                       | 1.ª                 | 36                  | -31   | -    | -                | -                | -                     | 36                    | 31    |       |
| 2019-20                                                                                       | 1.ª                 | 19                  | -18   | -    | -                | 7                | -9                    | 26                    | -27   |       |
| 2020-21                                                                                       | 1.ª                 | 36                  | -17   | -    | -                | 4                | -2                    | 40                    | -19   |       |
| 2021-22                                                                                       | 1.ª                 | 40                  | -33   | -    | -                | 1                | -0                    | 41                    | -33   |       |
| 2022-23                                                                                       | 1.ª                 | 38                  | -26   | -    | -                | 10               | -12                   | 48                    | -38   |       |
| 2023-24                                                                                       | 1.ª                 | 14                  | -8    | -    | -                | 4                | -4                    | 18                    | -12   |       |
| Total                                                                                         | Total               | 215                 | -171  | 0    | 0                | 28               | -28                   | 243                   | -199  |       |
| Total en su carrera                                                                           | Total en su carrera | Total en su carrera | 215   | -171 | 0                | 0                | 28                    | -28                   | 243   | -199  |
| (1)Incluye Liga de Campeones de la Concacaf, Liga Concacaf, Copa Centroamericana de Concacaf. |                     |                     |       |      |                  |                  |                       |                       |       |       |

## Palmarés

### Campeonatos nacionales
| Título                    | Club    | País     | Año    |
| ------------------------- | ------- | -------- | ------ |
| Liga Nacional de Honduras | Olimpia | Honduras | C-2016 |
| Liga Nacional de Honduras | Olimpia | Honduras | A-2019 |
| Liga Nacional de Honduras | Olimpia | Honduras | A-2020 |
| Liga Nacional de Honduras | Olimpia | Honduras | C-2021 |
| Liga Nacional de Honduras | Olimpia | Honduras | A-2021 |
| Liga Nacional de Honduras | Olimpia | Honduras | A-2022 |
| Liga Nacional de Honduras | Olimpia | Honduras | C-2023 |
| Liga Nacional de Honduras | Olimpia | Honduras | A-2023 |

| Título                    | Club    | País     | Año    |
| ------------------------- | ------- | -------- | ------ |
| Liga Nacional de Honduras | Olimpia | Honduras | C-2024 |

### Campeonatos internacionales
| Título        | Club          | Lugar    | Año  |
| ------------- | ------------- | -------- | ---- |
| Liga Concacaf | C. D. Olimpia | San José | 2017 |
| Liga Concacaf | C. D. Olimpia | San José | 2022 |